# Willgodt Theophil Odhner
 Willgodt Theophil Odhner (10. srpna 1845 Dalby, Švédsko – 15. září 1905 Petrohrad v Rusku) byl švédský inženýr a vynálezce v oboru mechanických počítacích strojů, který působil v Rusku.

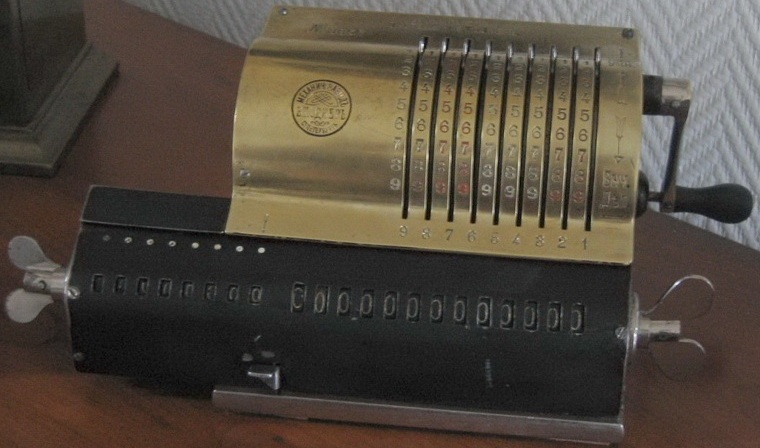
Původní Odhnerova kalkulačka (před 1900)

## Život
V letech 1864–1867 studoval na Královském technickém institutu ve Stockholmu, ale studium nedokončil a roku 1868 odešel do Sankt Petěrburgu. Pracoval u švédských strojírenských firem a roku 1885 založil vlastní firmu, která vyráběla přesné stroje (tiskařské, na výrobu cigaret aj.) a vědecké přístroje. Už roku 1871 opravoval arithmometr Thomase de Colmar a napadlo ho, že by se počítací stroje daly dělat jinak. Na své konstrukci pracoval mnoho let, až roku 1890 začal vyrábět počítací stroje s tzv. Odhnerovým kolem s výsuvnými zuby. Po jeho smrti firmu převzali synové a do roku 1918, kdy byla znárodněna, vyrobili 23 tisíc kusů. Mezitím začala podobné stroje vyrábět v licenci nebo jako „klony“ řada dalších firem (v SSSR pod značkou Felix) a ve 20. století zcela ovládly trh, dokud je v 70. letech nevytlačily elektronické kalkulačky. V Československu je vyráběla např. Nisa Proseč až do 80. let. Odhnerovy kalkulátory měly takový úspěch, že se jméno Odhner stalo obecným pojmenováním výrobku tohoto typu. Proto původní Odhnerova firma od roku 1907 vyráběla své kalkulátory pod značkou Original Odhner.

## Odhnerův počítací stroj
Odhnerův hlavní vynález bylo zdokonalení principu ozubeného kola s proměnným počtem zubů. Tuto myšlenku měl už Leibniz a italský astronom G. Poleni (1709), zdokonalili ji francouzský lékař D. Roth (1841), Angličan D. I. Wertheimber (1843) a Američan F. S. Baldwin (1872). Odhner ji zjednodušil, technologicky domyslel a doplnil o mechanismus desítkového přenosu, takže jeho počítací stroje byly kompaktnější, levnější a spolehlivější. Na stejném principu se vyráběly i kontrolní pokladny aj.

## Odhnerovo kolo

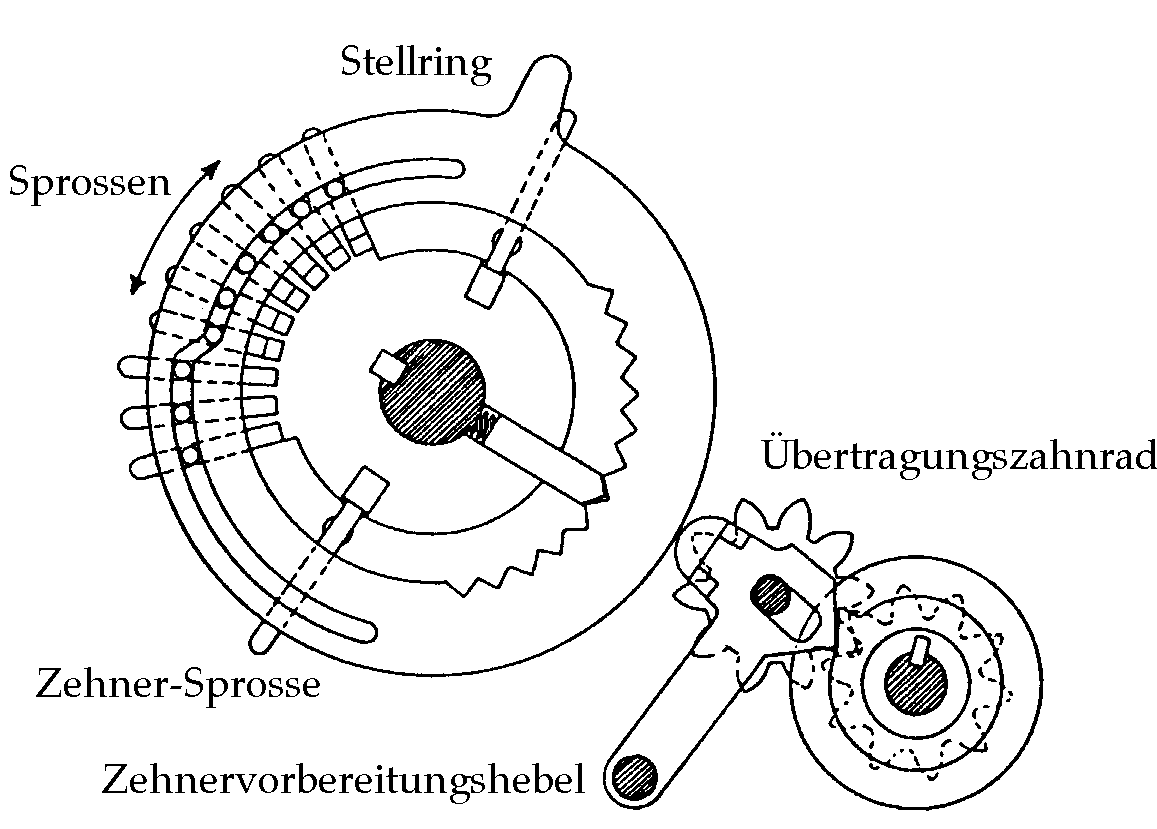
Odhnerovo kolo

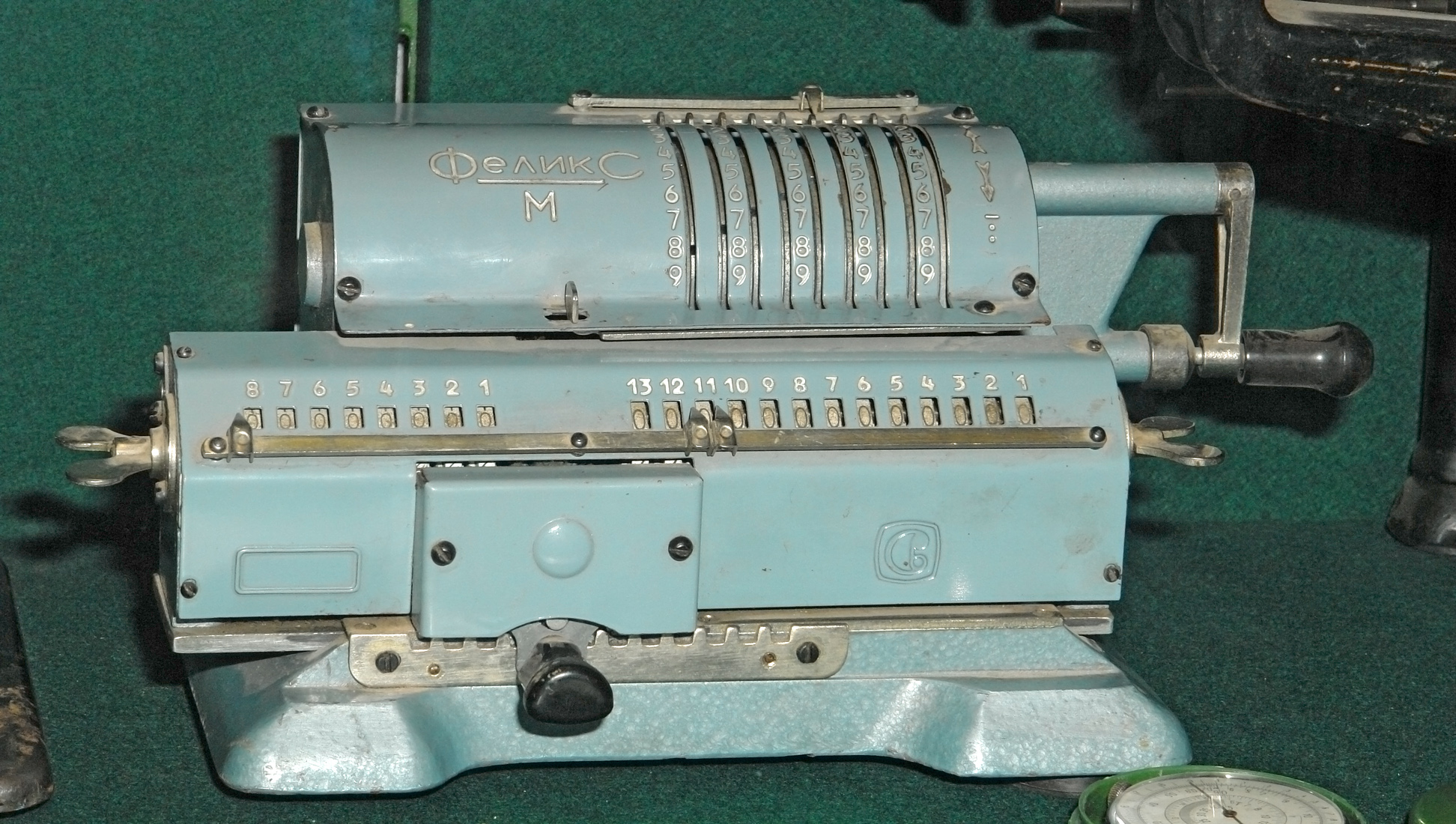
Felix-M (kolem 1970)

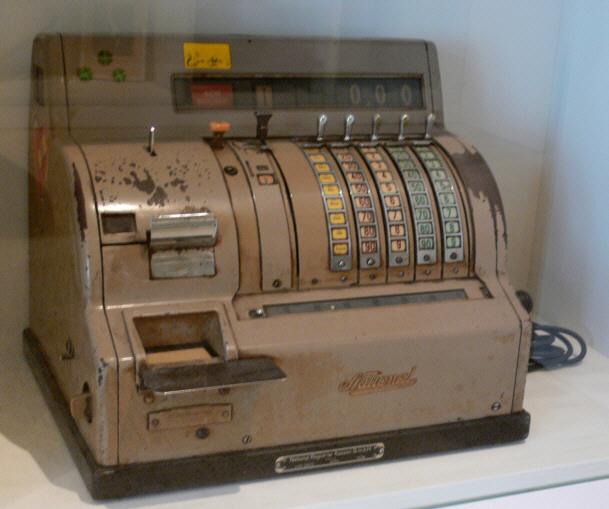
Mechanická registrační pokladna

V těle kola je 9 radiálních drážek, v nichž se mohou pohybovat posuvné „zuby“ (Sprossen na vedlejším obrázku). Ty mají na sobě výstupky, které zapadají do drážky ve stavěcím prstenci (Stellring). Pohybem prstence vůči kolu se zuby vysouvají a zasouvají, čímž se nastavuje číslice. Při otáčce celého kola zaberou vysunuté zuby do čítače (vpravo dole) a číslici tak přičtou. Kromě 9 zubů jsou v kole ještě dva odpružené zuby, které může vysunout páčka (Zehnervorbereitungshebel) sousedního kola, pokud je třeba udělat přenos do vyššího řádu. Jeden z těchto zubů funguje při sečítání, druhý při odečítání, podstatné ale je, že přenosová jednička se přičte až po přičtení sousední číslice, takže se mechanismus nemůže zaseknout.